# سهراب سپهری

سهراب سپهری

سهراب سپهری (۱۵ مهر ۱۳۰۷ – ۱ اردیبهشت ۱۳۵۹) شاعر، نویسنده و نقاش اهل ایران بود.
او از مهم‌ترین شاعران معاصر ایران است و شعرهایش به زبان‌های بسیاری از جمله انگلیسی، فرانسوی، اسپانیایی و ایتالیایی ترجمه شده‌است.

## زندگی
به گفته خودش در ۱۵ مهر ۱۳۰۷ در قم به دنیا آمد، اما زیاد در قم نماندند و به خوانسار و سپس به شهر آبا و اجدادیش یعنی کاشان نقل مکان کردند. پدربزرگش میرزا نصرالله‌خان سپهری، نخستین رئیس تلگراف‌خانه کاشان بود. پدرش اسدالله و مادرش ماه‌جبین نام داشتند که هر دو اهل هنر و شعر بودند.
ادب و هنر و به‌طور خاص توجه به شعر و نقاشی در خاندان ضرابی موروثی است.  
مادر بزرگ سهراب سپهری، حمیده بانو از خانواده کلانتر ضرابی و همسر ملک‌المورخین  نیز شاعر بود و شعرهایش در نشریات اواخر دوران قاجار و اوایل حکومت پهلوی چاپ می شد. بدین ترتیب سهراب در خانواده ای چشم به جهان گشود که ذوق و فرهنگ در آن پیشینه داشت. کودکی سهراب در باغ بزرگ اجدادی واقع در محله دروازه عطای کاشان (در جنوب شرقی) سپری شد.  
عبور او از کودکی و نوجوانی در این باغ و انس وی با طبیعت بعدها در شعرها و نقاشی‌هایش منعکس می شود. باغ اجدادی جلوه‌ و ارزشی مهم در پرورش نگاه هنرمند دارد. بی شک ریشه و پیشینه خانوادگی و محل زندگی و رشد و نمو در شکل‌گیری شخصیت و جهان بینی هنرمند مؤثر است.     
دورهٔ ابتدایی را در دبستان خیام کاشان (۱۳۱۹)، و متوسطه را در دبیرستان پهلوی کاشان گذراند و پس از فارغ‌التحصیلی در خرداد ۱۳۲۲ در دورهٔ دوسالهٔ دانش‌سرای مقدماتی پسران، به استخدام ادارهٔ فرهنگ کاشان درآمد.
در شهریور ۱۳۲۷ در امتحانات ششم ادبی شرکت نمود و دیپلم دوره دبیرستان خود را دریافت کرد. سپس به تهران آمد و در دانشکده هنرهای زیبای دانشگاه تهران به تحصیل پرداخت و هم‌زمان به استخدام شرکت نفت در تهران درآمد که پس از ۸ ماه استعفا داد. سپهری در سال ۱۳۳۰ نخستین مجموعهٔ شعر نیمایی خود را به نام مرگ رنگ منتشر کرد. در سال ۱۳۳۲ از دانشکده هنرهای زیبا فارغ‌التحصیل شد و نشان درجه اول علمی را دریافت کرد. در همین سال در چند نمایشگاه نقاشی در تهران شرکت نمود و نیز دومین مجموعهٔ شعر خود را با عنوان زندگی خواب‌ها منتشر کرد. در آذر ۱۳۳۳ در ادارهٔ کل هنرهای زیبا (فرهنگ و هنر) در قسمت موزه‌ها شروع به کار کرد و در هنرستان هنرهای زیبای پسران تهران نیز به تدریس می‌پرداخت.

## فعالیت
سهراب به فرهنگ مشرق‌زمین علاقه خاصی داشت و سفرهایی به هندوستان، پاکستان، افغانستان، ژاپن و چین داشت. مدتی در ژاپن زندگی کرد و هنر «حکاکی روی چوب» را در آنجا فراگرفت. همچنین به شعر کهن سایر زبان‌ها نیز علاقه داشت؛ از این رو ترجمه‌هایی از شعرهای کهن چینی و ژاپنی انجام داد.
در مرداد ۱۳۳۶ از راه زمینی به کشورهای اروپایی سفر کرد و به پاریس و لندن رفت. ضمناً در مدرسهٔ هنرهای زیبای پاریس در رشتهٔ لیتوگرافی نام‌نویسی کرد. در دورانی که به اتفاق حسین زنده‌رودی در پاریس بود بورس تحصیلی‌اش قطع شد و برای تأمین خرج‌های زندگی و ماندن بیشتر در فرانسه و ادامهٔ نقاشی، مجبور به کار شد و برای پاک کردن شیشهٔ آپارتمان‌ها، گاهی از ساختمان‌های بیست طبقه آویزان می‌شد.
وی همچنین کارهای هنری خود را در نمایشگاه‌ها به معرض نمایش می‌گذاشت. حضور در نمایشگاه‌های نقاشی همچنان تا پایان عمر وی ادامه داشت. سهراب سپهری مدتی در اداره کل اطلاعات وزارت کشاورزی با سمت سرپرست سازمان سمعی و بصری در سال ۱۳۳۷ مشغول به کار شد. از مهر ۱۳۴۰ نیز شروع به تدریس در هنرکدهٔ هنرهای تزیینی تهران نمود. پدر وی که به بیماری فلج مبتلا بود، در سال ۱۳۴۱ فوت کرد. در اسفند همین سال بود که از کلیهٔ مشاغل دولتی به کلی کناره‌گیری کرد. پس از این سهراب با حضور فعال‌تر در زمینه شعر و نقاشی آثار بیشتری آفرید و راه خویش را پیدا کرد. وی با سفر به کشورهای مختلف ضمن آشنایی با فرهنگ و هنرشان نمایشگاه‌های بیشتری را برگزار نمود.
در سالیان آغازین دههٔ ۱۳۴۰ سپهری همراهِ داریوش آشوری به ترجمهٔ پاره‌هایی از مقالات و نمایشنامه‌های ژاپنی از روی نسخهٔ فرانسوی کمک کردند که در سال ۱۳۴۳ در کتابِ نمایش در ژاپن بهرام بیضایی چاپ شد.
سهراب هنرمندی جستجوگر، تنها، کمال طلب، فروتن و خجول بود که دیدگاه انسان مدارانه‌اش بسیار گسترده و فراگیر بود. از این رو آثار وی همیشه با نقد و بررسی‌هایی همراه بوده‌اند. برخی از کتاب‌هایی که در مورد او به رشته تحریر درآمده‌اند بدین قرار هستند: «تا انتها حضور»، «سهراب مرغ مهاجر» و «هنوز در سفرم»، «بیدل، سپهری و سبک هندی»، «تفسیر حجم سبز»، «حافظ پدر، سهراب سپهری پسر، حافظان کنگره»، «نیلوفر خاموش: نظری به شعر سهراب سپهری» و «نگاهی به سهراب سپهری»و کتاب «آواز حقیقت».

## خانواده
پیشینهٔ خانوادگی سهراب سپهری برمی گردد به یکی از اصیل‌ترین و قدیمی‌ترین دودمان ایرانی دارای شجره نامه معتبر و قابل قبول که ریشه آن به خاندان ساسانی بر می‌رسد، که از خاندان‌های اصیل و پرنفوذ ایران است. جد او عبدالرحیم ضرابی متخلص به سهیل کاشانی تاریخدان، نویسنده، شاعر و نقاش بود. 
پدر سهراب، اسدالله سپهری، کارمند اداره پست و تلگراف کاشان، اهل هنر بود. وقتی سهراب خردسال بود، پدرش به بیماری فلج مبتلا شد و در سال ۱۳۴۱ درگذشت. مادر سهراب، ماه‌جبین که اهل شعر و ادب هم بود، در خرداد سال ۱۳۷۳ درگذشت. منوچهر سپهری، برادر ارشد سهراب و تنها برادر وی که هم‌بازی دوران کودکی سهراب بود نیز، در سال ۱۳۶۹ درگذشت. او سه خواهر به نام‌های همایون‌دخت، پری‌دخت و پروانه سپهری داشت.

## شعر
اکثر شعرهای سهراب سپهری در قالبِ نیمایی است. اشعار او دارای تصویرسازی‌هایی بکر و خلاقانه است. او با دیدگاه انسان‌مدارانه و آموخته‌هایی که از فلسفهٔ ذن فراگرفته بود به شیوه جدیدی دست یافت که «حجم سبز» شیوه تکامل یافته سبکش محسوب می‌شود. وی عادت داشت که دور از جامعه آثار هنری اش را خلق کند و برای رسیدن به تنهایی‌هایش «قریه چنار» و کویرهای کاشان را انتخاب کرده بود.
شعر سهراب سپهری، سرشار از تصویرهای بکر و تازه‌است که همراه با زبانی نرم، لطیف، پاکیزه و منسجم تصویرسازی می‌کند. از معروفترین شعرهای وی می‌توان به: نشانی، صدای پای آب و مسافر اشاره کرد که شعر صدای پای آب یکی از بلندترین شعرهای نو زبان فارسی است. کریم امامی که از دوستان نزدیک وی بوده در زمان حیاتش برخی از شعرهای سهراب را به زبان انگلیسی ترجمه کرده‌است. در سال ۱۳۷۵، ترجمه انگلیسی دو مجموعه صدای پای آب و حجم سبز با ترجمه اسماعیل سلامی و عباس زاهدی توسط انتشارات زبانکده منتشر شد.
بعدها نیز مترجمان دیگری شعرهای وی را به زبان‌های انگلیسی، فرانسوی، اسپانیایی و ایتالیایی و کرواتی ترجمه کردند. در سال ۱۳۷۱ شعرهای منتخبی از دو کتاب حجم سبز و شرق اندوه با نام «ما هیچ، ما نگاه» توسط «کلارا خانیس» به زبان اسپانیایی ترجمه شد.
در سال ۱۳۷۵ منتخبی از اشعار سهراب سپهری توسط هنرمند ایرانی جاوید مقدس صدقیانی به زبان ترکی استانبولی ترجمه و از سوی انتشارات YKY در کشور ترکیه منتشر شد. در سال ۱۳۹۳ گزیده اشعار سهراب سپهری به نام صدای پای اب توسط ابتهاج نوایی به زبان کروآتی ترجمه و توسط انتشارات پرومته در کرواسی منتشر شد.

## نمونه اشعار
| قایقی خواهم ساخت خواهم انداخت به آب دور خواهم شد از این خاک غریب که در آن هیچ‌کسی نیست که در بیشه عشق قهرمانان را بیدار کند *** قایق از تور تهی و دل از آرزوی مروارید، همچنان خواهم راند نه به آبیها دل خواهم بست نه به دریا ـ پریانی که سر از آب بدر می آرند و در آن تابش تنهایی ماهی گیران می‌فشانند فسون از سر گیسوهاشان *** همچنان خواهم راند همچنان خواهم خواند دور باید شد، دور مرد آن شهر، اساطیر نداشت زن آن شهر به سرشاری یک خوشه انگور نبود هیچ آئینه تالاری، سرخوشیها را تکرار نکرد چاله آبی حتی، مشعلی را ننمود دور باید شد، دور شب سرودش را خواند، نوبت پنجره هاست همچنان خواهم راند همچنان خواهم خواند *** پشت دریاها شهری ست که در آن پنجره‌ها رو به تجلی باز است بامها جای کبوترهایی است، که به فواره هوش بشری می‌نگرند دست هر کودک ده ساله شهر، شاخه معرفتی است مردم شهر به یک چینه چنان می‌نگرند که به یک شعله، به یک خواب لطیف *** خاک موسیقی احساس تُرا می‌شنود و صدای پر مرغان اساطیر می‌آید در باد *** پشت دریا شهری ست که درآن وسعت خورشید به اندازه چشمان سحرخیزان است شاعران وارث آب و خرد و روشنی اند *** پشت دریاها شهری ست قایقی باید ساخت |

محمد نوری و محمد اصفهانی خوانندگان پاپ موسیقی ایران این قطعه شعر را آهنگسازی و اجرا نمودند.

## نقاشی

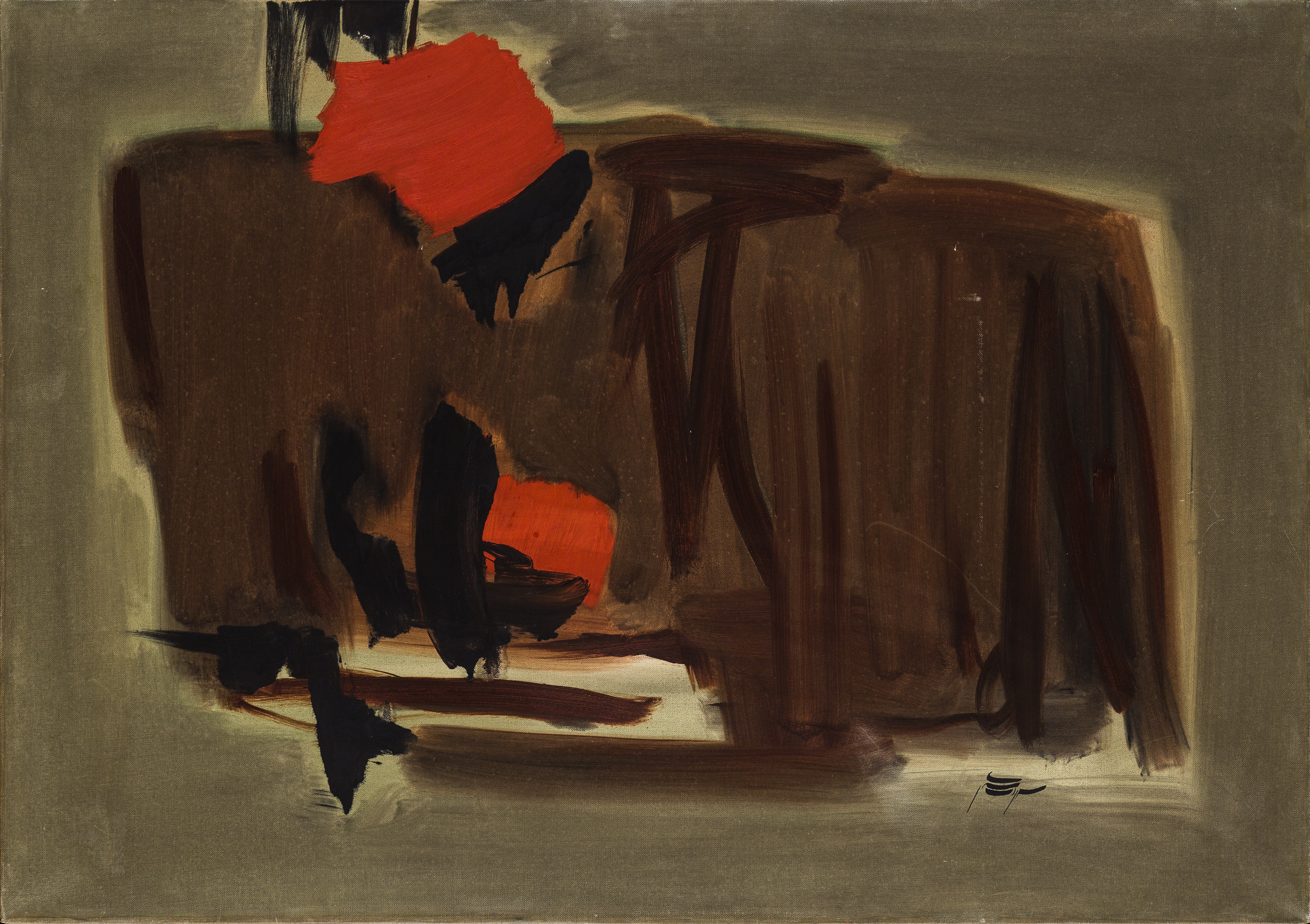
بی‌عنوان، رنگ روغن روی بوم، دهه ۱۳۴۰ ه‍. ش

وی در نقاشی از دستاوردهای زیبایی شناختی شرق و غرب بهره‌مند گشته بود که این تأثیرها در آثارش جلوه گر بودند. در آثار نقاشی اش رویکرد نوین و متفاوتی داشت به‌طوری‌که فرم‌های هندسی نخودی و خاکستری رنگش با تمامی نقاشان فیگوراتیو همزمانش متفاوت بود. او در نقاشی به شیوه‌ای موجز، نیمه انتزاعی دست یافت که برای بیان مکاشفه‌های شاعرانه اش در طبیعت کویری کارگشا بود. سپهری بیشتر نمایشگاه‌های داخلی آثار نقاشی اش را در «گالری سیحون» برگزار می‌کرد و عادت نداشت که برای روز معرفی در نمایشگاه شرکت کند.
نقاشی سپهری هرچه پیش رفته کمتر به وسیلهٔ کنترل مستقیم قلم مو پدید آمده و در سری آثار متاخرش بیشتر رفتاری فی البداهه توسط ابزارهای غیر سنتی نقاشی است؛ شهروز نظری در این باره می‌نویسد:
| «او در آخرین دوران کاری اش به تکنیکی از بافت‌گذاری (texture) دست یافت که تا به امروز برای بسیاری از هنرمندان دست نیافتنی به نظر می‌رسد. درخت‌های او نتیجه پرهیزش از رنگ‌گذاری با قلم مو هستند. او در این آثار حوادث رنگی را تبدیل به موضوع آثارش می‌کند. استفاده از کاردک‌های بزرگ چوبی و رنگ‌های رقیق شده و بافت ریز و درهم شده پارچه‌های بوم محصول تحقیقات وسیع او بر نقاشی آن سال‌های غرب (آبستره) و شگردهای نقاشی سنتی مشرق زمین است.» |

امضای وی بر روی نقاشی‌هایش به خط نستعلیق بوده که به نظر مرتضی ممیز جلوه از روحیه فروتنانه و ایرانی اش دارد. از آثار او می‌توان به «طبیعت بیجان» ۱۳۳۶، «شقایقها، جویبار و تنه درخت» ۱۳۳۹، «علفها و تنه درخت» ۱۳۴۱، «ترکیب بندی با نوارهای رنگی» ۱۳۴۹، «ترکیب بندی با مربعها» ۱۳۵۱ و «منظره کویری» ۱۳۵۷ اشاره کرد. برخی از آثار وی در نزد مجموعه داران و دوستان سپهری قرار دارد و پروانه سپهری خواهر سهراب، آثاری از وی را که در اختیار داشت به موزه کرمان اهدا نمود.
سپهری رکورددار قیمت نقاشی مدرن ایرانی است. در سال ۱۳۹۳ دو تابلو وی (تابلو تنه درختان و دیگری یک تابلوی انتزاعی) به قیمتِ یک میلیارد و هشتصد میلیون به فروش رسید. در سال ۱۳۹۵ نیز، دو تابلو دیگر از مجموعه تنه‌های درخت وی در حراج تهران به بالاترین قیمت پیشنهادی (اثر اول ۳ میلیارد و اثر دوم ۱ میلیارد و ۵۵۰ میلیون تومان) به فروش رسید. رکورد فروش نقاشی در ایران نیز به یکی از چشم‌اندازهای این نقاش تعلق دارد که در سال ۹۷ به قیمت پنج میلیارد و صد میلیون تومان در حراج تهران به فروش رسید.

## درگذشت

آرامگاه سهراب سپهری. در اسفند ۱۳۸۷، سنگ سیاه رنگی بر روی این سنگ نصب شد.

سهراب سپهری در سال ۱۳۵۸ به بیماری سرطان خون مبتلا شد و به همین سبب در همان سال برای درمان به انگلستان رفت، اما بیماری بسیار پیشرفت کرده بود و وی ناکام از درمان به تهران بازگشت. او سرانجام در غروب دوشنبه ۱ اردیبهشت سال ۱۳۵۹ در بیمارستان پارس تهران به علت ابتلا به بیماری سرطان خون درگذشت. صحن امامزاده سلطان‌علی بن محمد باقر روستای مشهد اردهال واقع در اطراف کاشان میزبان ابدی سهراب گردید.
در ابتدا یک کاشی فیروزه‌ای در محل دفن سهراب سپهری نصب‌شد، و سپس با حضور خانواده وی سنگ سفید رنگی جایگزین آن گردید که بر روی آن قسمتی از شعر «واحه‌ای در لحظه» از کتاب حجم سبز با خطاطی رضا مافی حکاکی شده بود:
| به سراغ من اگر می‌آیید |
| نرم و آهسته بیایید    |
| مبادا که ترک بردارد   |
| چینی نازک تنهایی من   |

این سنگ در مهر ۱۳۸۴ با بی‌دقتی کارگران و به علت سقوط مصالح ساختمانی بر روی آن شکست و با سنگ سفیدرنگ دیگری که سعی شده‌بود با سنگ قبلی شباهت داشته‌باشد تعویض شد.
در ۲۹ اسفند ۱۳۸۷، سنگ بزرگتر سیاه‌رنگی بر روی سنگ سفید نصب گردید.

## نکوداشت
در روز ۱۵ مهر ۱۳۸۷ به مناسبت هشتادمین سالروز تولد سهراب سپهری، با اهدای ۸۰ شاخه گل، مراسمی بر سر آرامگاه وی برگزار شد. سپس این مراسم در مجموعه فرهنگی اقامتی خانهٔ احسان، از اماکن تاریخی کاشان، ادامه یافت. در این مراسم چهره‌های فرهنگی و هنری همانند: احمد سمیعی گیلانی، شهرام ناظری، علی دهباشی و امین‌الله رشیدی حضور داشتند.

## حواشی
خانه پدری سهراب سپهری در قریه چنار کاشان بود. 
در شهر کاشان، زادگاه سپهری، هیچ خیابان یا کوچه‌ای به نکوداشت نام سهراب سپهری نام‌گذاری نشده‌است و این مسئله هرازچندگاهی از سوی هنردوستان و هنرمندان کاشانی مورد انتقاد و اعتراض واقع می‌شود. ازجمله این اعتراضات می‌توان به راه انداختن کمپین‌های اینترنتی در شبکه‌های مجازی برای درخواست از شهرداری کاشان جهت نام‌گذاری خیابانی در کاشان به نام سهراب سپهری اشاره کرد.
همچنین در فروردین سال ۱۳۹۴ ویدیویی از سوی یکی از گرافیتی‌کاران شهر کاشان منتشر شد که نام سهراب سپهری را روی دیواری در شهر کاشان به نگارش درمی‌آورد. این گرافیتی نیز با اعتراض به این مسئله انجام شده بود که چرا تا کنون خیابانی در کاشان بنام سهراب سپهری وجود ندارد! به فاصلهٔ کوتاهی از انتشار این ویدیو در اینترنت، مستند زندگی سهراب از شبکه تلویزیونی استان اصفهان پخش شد که در انتهای آن مستند باز هم به همین مسئله نبود خیابان سهراب سپهری در کاشان اشاره شد!
تلاش‌ها برای متقاعد کردن شهرداری کاشان برای نام‌گذاری خیابانی به نام سهراب سپهری تابه‌حال بی‌نتیجه مانده‌است.

## سفرهای خارج از کشور
- سفر به پاریس و لندن (۱۳۳۶)
- سفر به ژاپن (توکیو در مرداد ۱۳۳۹) برای آموختن فنون حکاکی روی چوب و بازدید از شهرها و مراکز هنری ژاپن
- سفر به هندوستان (۱۳۴۰)
- سفر مجدد به هندوستان (۱۳۴۲، بازدید از بمبئی، بنارس، دهلی، اگره، غارهای آجانتا، کشمیر)
- سفر به پاکستان (۱۳۴۲، تماشای لاهور و پیشاور)
- سفر به افغانستان (۱۳۴۲، اقامت در کابل)
- سفر به اروپا (۱۳۴۴، مونیخ و لندن)
- سفر به اروپا (۱۳۴۵، فرانسه، اسپانیا، هلند، ایتالیا، اتریش)
- سفر به آمریکا و اقامت در لانگ آیلند (۱۳۴۹ و شرکت در یک نمایشگاه گروهی و سپس سفر به نیویورک)
- سفر به پاریس و اقامت در «کوی بین‌المللی هنرها» (۱۳۵۲)
- سفر به یونان و مصر (۱۳۵۳)؛
- سفر به بریتانیا برای درمان بیماری اش سرطان خون (دی ۱۳۵۸)

## نمایشگاه‌های نقاشی
از جمله نمایشگاه‌های نقاشی که سهراب سپهری در آن‌ها حضور داشت، یا نمایشگاه انفرادی وی بودند، می‌توان به موارد زیر اشاره کرد:
- اولین دوسالانهٔ تهران (فروردین ۱۳۳۷)؛
- دوسالانهٔ ونیز (خرداد ۱۳۳۷)؛
- دو سالانهٔ دوم تهران (فروردین ۱۳۳۹، برندهٔ جایزهٔ اول هنرهای زیبا)؛
- نمایشگاه انفرادی در تالار عباسی تهران (اردیبهشت ۱۳۴۰)؛
- نمایشگاه انفرادی در تالار فرهنگ تهران (خرداد ۱۳۴۱، دی ۱۳۴۱)؛
- نمایشگاه گروهی در نگارخانه گیل گمش (تهران، ۱۳۴۲)؛
- نمایشگاه انفرادی در استودیو فیلم گلستان (تهران، تیر ۱۳۴۲)؛
- دوسالانهٔ سان پاولو (برزیل، ۱۳۴۲)؛
- نمایشگاه گروهی هنرهای معاصر ایران (موزه بندر لوهار، فرانسه، ۱۳۴۲)؛
- نمایشگاه گروهی در نگارخانه نیالا (تهران، ۱۳۴۲)؛
- نمایشگاه انفرادی در نگارخانه صبا (تهران، ۱۳۴۲)؛
- نمایشگاه گروهی در نگارخانه بورگز (تهران، ۱۳۴۴)؛
- نمایشگاه انفرادی در نگارخانه بورگز (تهران، ۱۳۴۴)؛
- نمایشگاه انفرادی در نگارخانه سیحون (تهران، بهمن ۱۳۴۶)؛
- نمایشگاه گروهی در نگارخانه مس تهران (۱۳۴۷)؛
- نمایشگاه جشنوارهٔ روایان (فرانسه، ۱۳۴۷)؛
- نمایشگاه هنر معاصر ایران در باغ مؤسسه گوته (تهران، خرداد ۱۳۴۷)؛
- نمایشگاه دانشگاه شیراز (شهریور ۱۳۴۷)؛
- جشنوارهٔ بین‌المللی نقاشی در فرانسه (اخذ امتیاز مخصوص، ۱۳۴۸)؛
- نمایشگاه گروهی در بریج همپتن آمریکا (۱۳۴۹)؛
- نمایشگاه انفرادی در نگارخانه بنسن نیویورک (۱۳۵۰)؛
- نمایشگاه انفرادی در نگارخانه لیتو (تهران، ۱۳۵۰)؛
- نمایشگاه انفرادی در نگارخانه سیروس (پاریس، ۱۳۵۱)؛
- نمایشگاه انفرادی در نگارخانه سیحون تهران (۱۳۵۱)؛
- اولین نمایشگاه هنری بین‌المللی تهران (دی ۱۳۵۳)؛
- نمایشگاه انفرادی در نگارخانه سیحون تهران (۱۳۵۴)؛
- نمایشگاه هنر معاصر ایران در «بازار هنر» (بال، سوییس، خرداد ۱۳۵۵)؛
- نمایشگاه انفرادی در نگارخانه سیحون تهران (۱۳۵۷).

## نگارخانه

## سایر منابع
- زندگی‌نامه سهراب سپهری، وبگاه آفتاب.
- ویژه نامه سهراب سپهری در روزنامه شرق چاپ شده ۱۳۸۵.
- پاکباز، رویین. «سپهری، سهراب». دائرةالمعارف هنر. ص ۲۹۹ و۳۰۰.
- یعقوب‌شاهی، نیاز. «سهراب سپهری». عاشقانه‌ها، چاپ سوم ص ۱۹۹ و ۲۰۰.
- سپهری، سهراب. هنوز در سفرم. (خودنوشت زندگی‌نامه سهراب سپهری به کوشش پریدخت سپهری چاپ شده‌است).
- «ترجمه اشعار سهراب سپهری به زبان اسپانیایی». ادبستان، آذر ۱۳۷۱، شماره ۳۶ ص ۲۳۴.
- موریزی‌نژاد، حسن (۱۳۸۵). «نقاشی: قاسم حاجی‌زاده (هنرمندان معاصر ایران)». دوهفته‌نامهٔ تندیس (۹۲).